# Riich

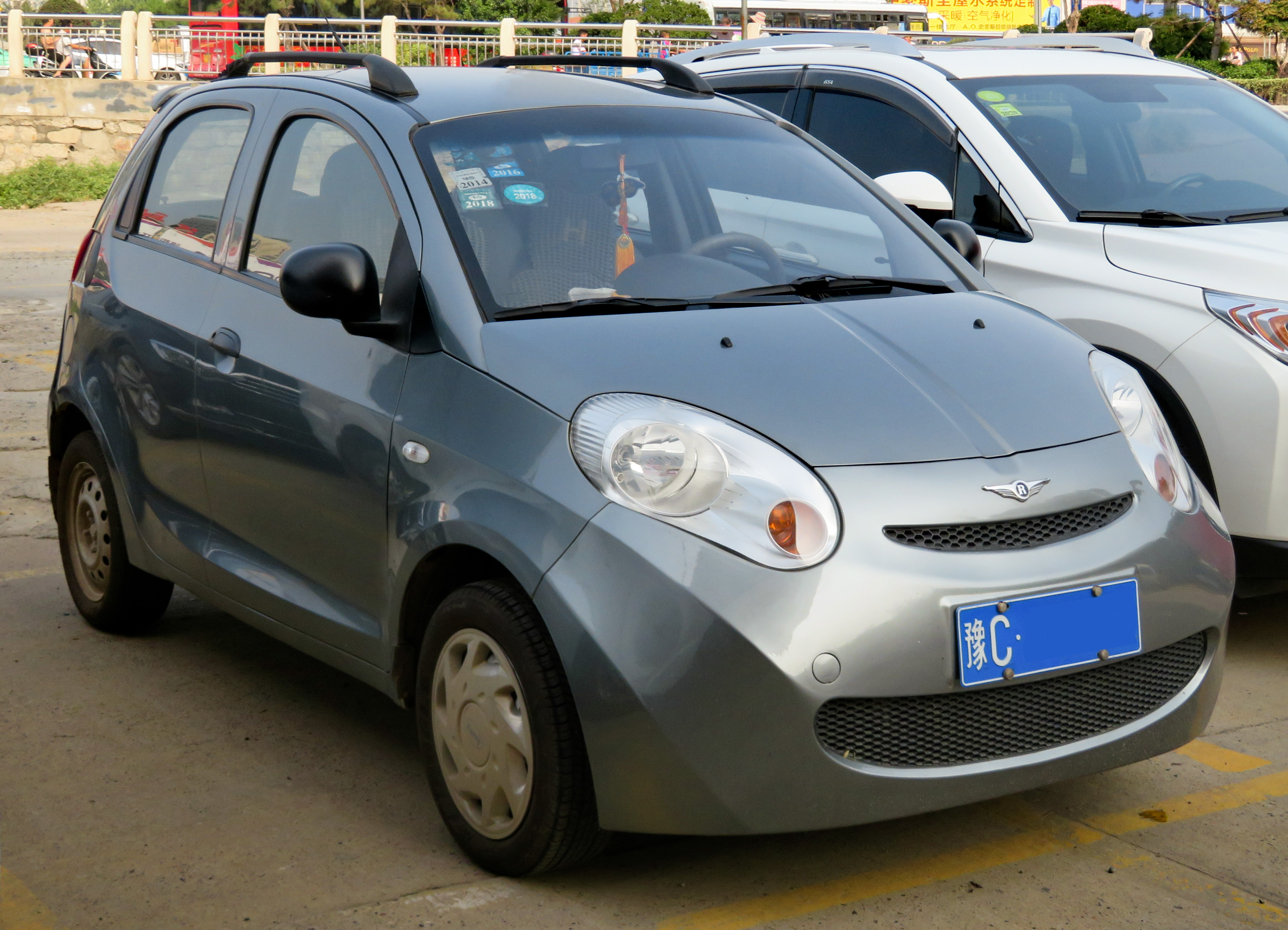
Riich M1 (2009)

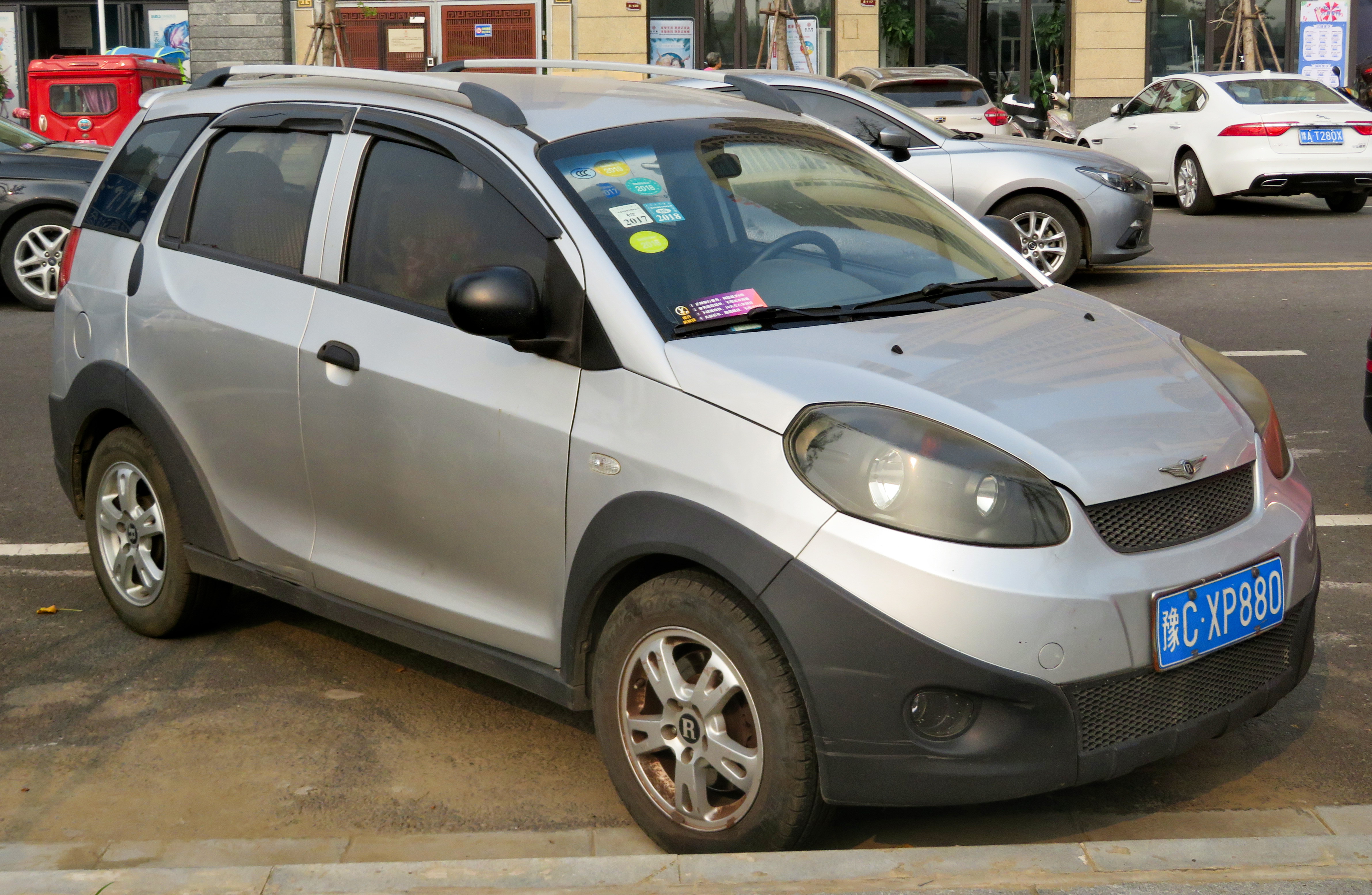
Riich X1 (2009)

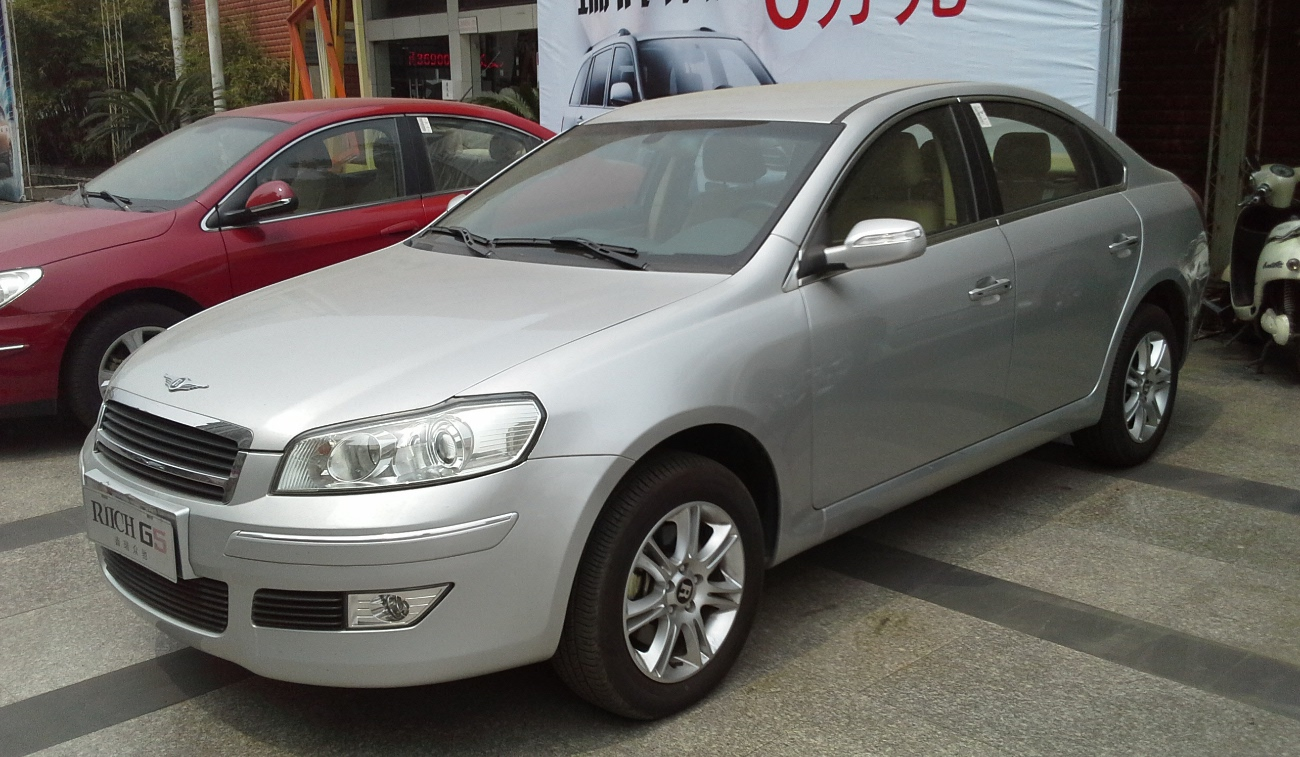
Riich G5 (2009)

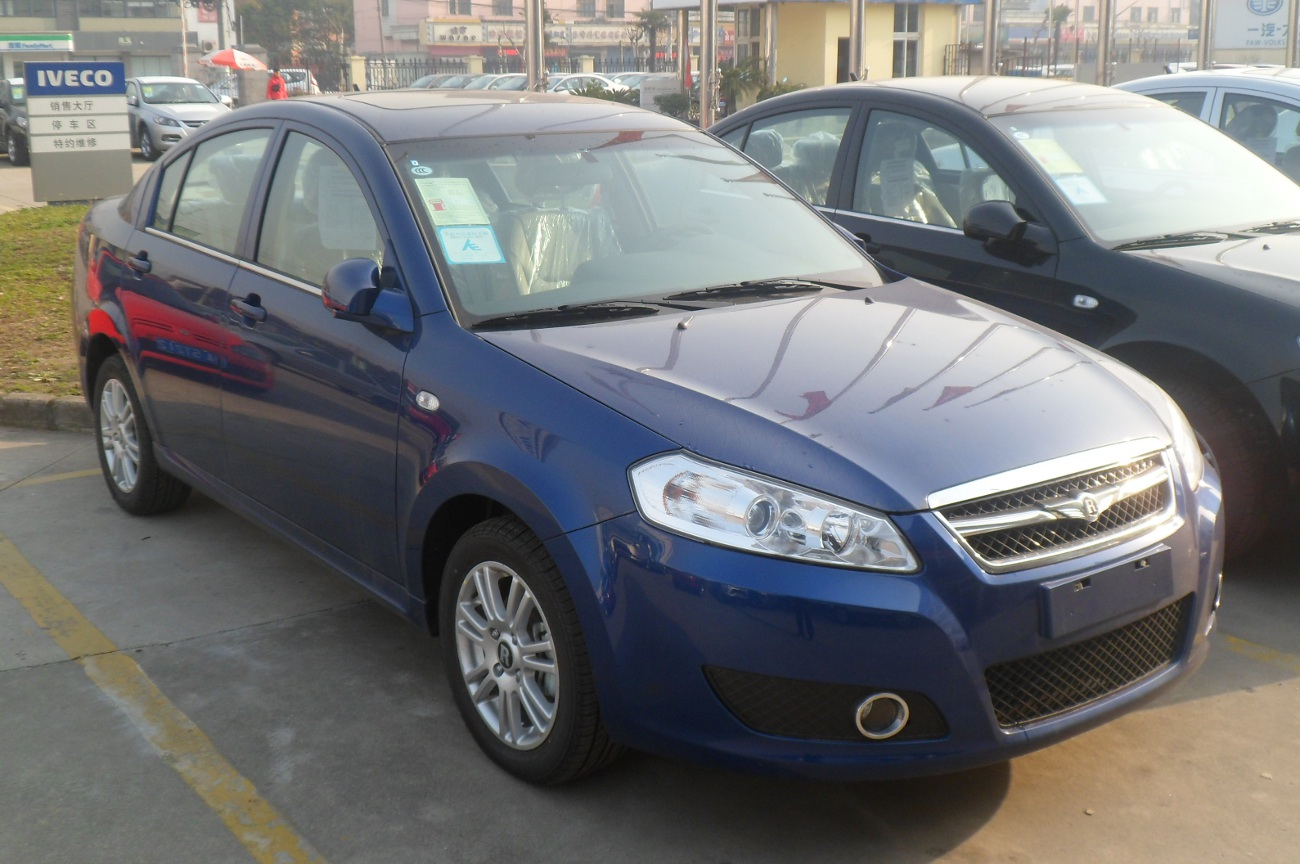
Riich G3 (2011)

Riich (chiń. upr. 瑞麒) – chiński producent samochodów osobowych, z siedzibą w Wuhu, działający w latach 2009–2013. Należał do chińskiego koncernu Chery Automobile.

## Historia

### Początki i rozbudowa
Wiosną 2009 roku Chery Automobile wdrożył strategię wielomarkową, poszerzając swoje portfolio o nowe filie mające poprawić wizerunek chińskiego koncernu dotąd charakteryzującego się budżetowym charakterem. Razem z Rely na rynek trafio także Riich, które stanowiło droższą i bardziej luksusową alternatywę dla regularnych produktów Chery. W pierwszej kolejności gamę zbudowała rodzina trzech, spokrewnionych ze sobą miejskich modeli, którą zainaugurował hatchback Riich M1. Ponadto, zadebiutował jeszcze sedan M5 oraz crossover, X1. Na bazie M1 powstał też jeden z pierwszych samochodów elektrycznych w historii koncernu Chery, model Riich M1 EV.
Pod koniec 2009 roku gamę modelową Riich poszerzył czwarty model, średniej wielkości sedan G5, który jako pierwszy chiński samochód przeszedł także testy na niemieckim torze Nürburgring. Dopiero półtora roku później, w sierpniu 2011 roku, Riich przeszedł do dalszej rozbudowy swojej oferty. W pierwszej kolejności na rynek trafił flagowy, wyższej klasy sedan Riich G6, który podobnie jak mniejszy G5 pierwotnie opracowywany był jako konstrukcja macierzystej marki Chery z projektem stylistycznym autorstwa włoskiego studia Bertone. Szóstym i zarazem ostatnim przeznaczonym do sprzedaży modelem w historii marki Riich został kompaktowy sedan G3 będący luksusową wariacją na temat tańszego produktu macierzystej marki, Chery E5.

### Niepowodzenie i zarzucenie marki
Poza konstrukcjami, które trafiły do sprzedaży w ramach marki Riich między 2009 a 2011 rokiem, koncern Chery planował także kolejne modele. Wśród nich znalazły się m.in. kompaktowe coupe Z5, które nigdy nie wykroczyło poza fazę rozwojową, podobnie jak średniej wielkości SUV X6 oraz subkompaktowy hatchback G2. Gama nadwoziowa flagowego G6 miała zostać powiększona o wariant coupé, a rodzinę opartą na miejskim M1 planowano rozbudować o kolejne wariacje. 
Rozbudowane plany rozwoju pokrzyżowała niska popularność samochodów Riich, co w 2012 roku skłoniło zarząd koncernu Chery do zarzucenia planów dalszego rozwoju filii razem z wprowadzonym przed 3 laty równolegle Rely. W kwietniu 2013 marka Riich została oficjalnie wycofana z rynku, a wraz z tym zakończono produkcję wszystkich jej modeli. Zarzucenie marki zbiegło się z wkroczeniem w zaawansowany etap prac konstrukcyjnych nad jej niedoszłym modelem, crossoverem Riich X3. Jako jedyny został on doprowadzony do produkcyjnej formy, debiutując w listopadzie 2023 już pod macierzystą marką jako Chery Tiggo 5.

## Modele samochodów

### Historyczne
- M1 EV (2009–2013)
- G5 (2009–2013)
- M1 (2009–2013)
- M5 (2009-2013)
- X1 (2009-2013)
- G6 (2011–2013)
- G3 (2011–2013)

### Studyjne
- Riich Z5 (2010)
- Riich G2 (2011)
- Riich X1 EV (2011)